# Rolf Romero
Rolf Romero (* 18. Januar 1915 in Braunschweig; † 24. Januar 2002) war ein deutscher Architekt und Architekturhistoriker.

## Leben
Rolf Romero studierte Architektur an der Technischen Hochschule Braunschweig. Nach seinem Diplom 1939 arbeitete er im Büro von Konstanty Gutschow in Hamburg. 1942 wurde er zum Kriegsdienst eingezogen und kehrte mit schweren Verwundungen zurück. 1945 bis 1949 war er Büromitarbeiter von Friedrich Wilhelm Kraemer und sein wissenschaftlicher Assistent an der TH Braunschweig. 1949 wurde er mit einer baugeschichtlichen Untersuchung zum Werk von Peter Joseph Krahe promoviert.

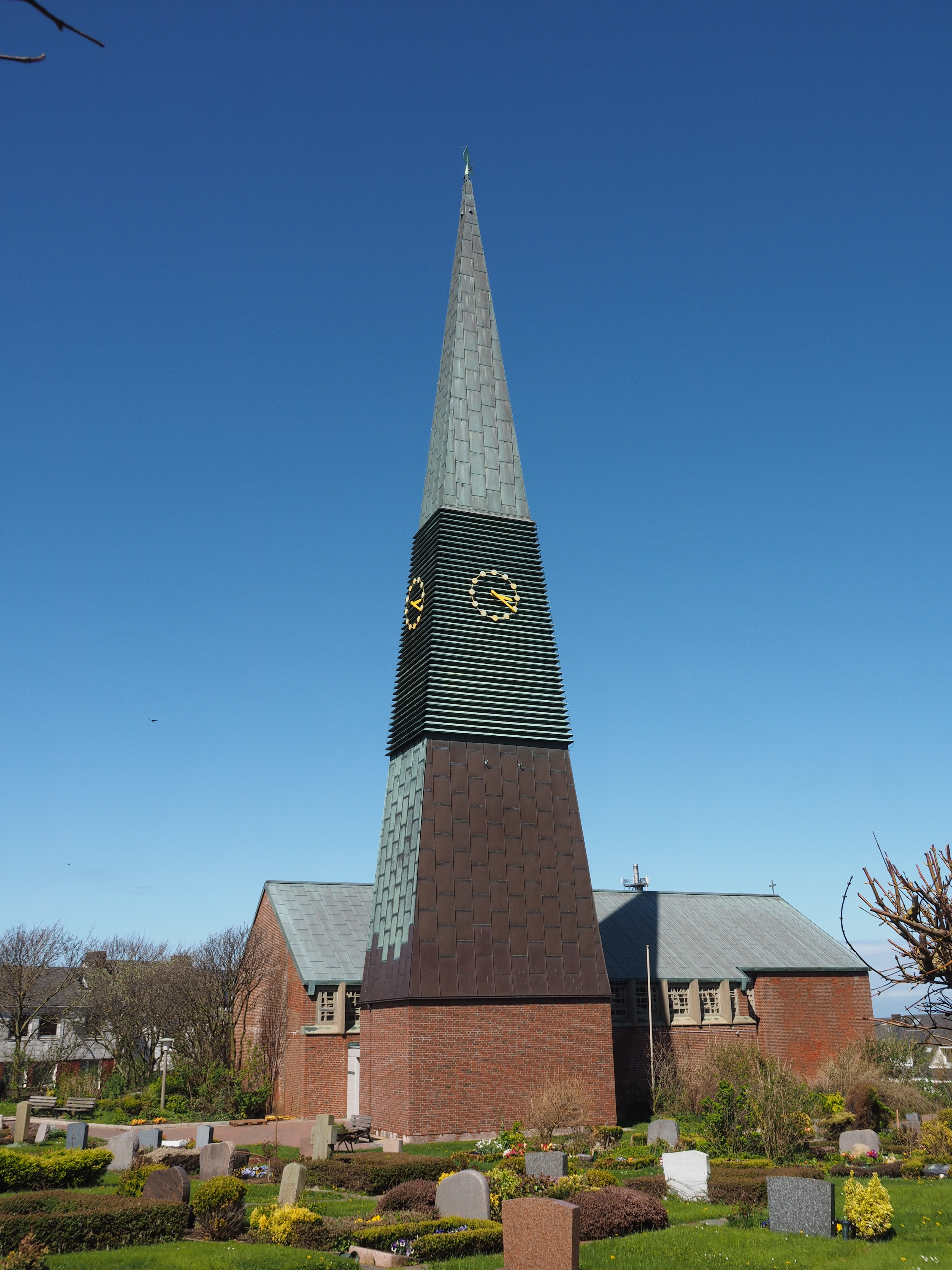
Die Nicolaikirche auf Helgoland

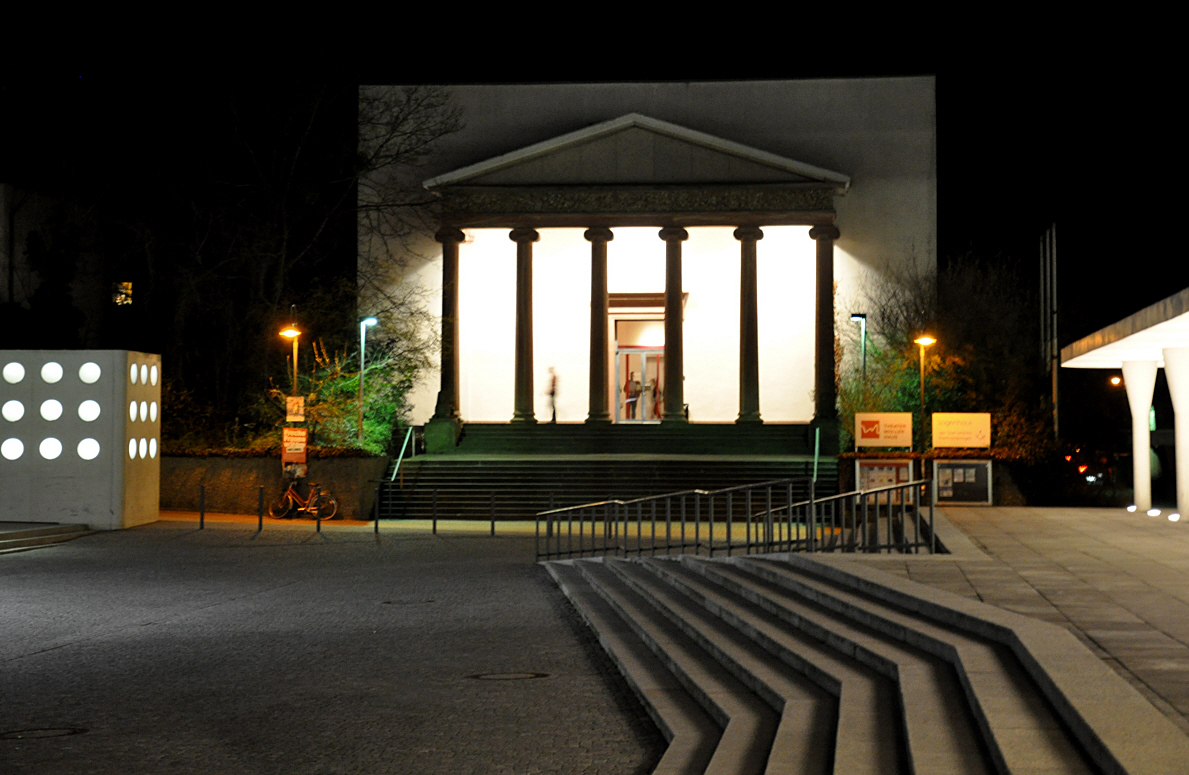
Das Mollerhaus in Darmstadt

Als Architekt arbeitete bis 1952 im Büro von Hoffmann und Kallmorgen in Hamburg, danach bis 1955 bei Dieter Oesterlen in Hannover. Dabei befasste sich insbesondere um Wiederaufbau historisch bedeutender Gebäude. 1956 machte er sich zusammen mit Peter Hübotter in Hannover selbständig. Seine Kirchenneubauten in Hannover, Laatzen und auf Helgoland fanden breite Anerkennung. Mit dem Verleger Werner Kube gründete er 1958 die „Neue Stadt GmbH“, die in Heitlingen bei Hannover eine Trabantenstadt für bis zu 25.000 Einwohner errichten wollte.
1959 erhielt Romero einen Ruf als Ordinarius für Entwerfen, Baugeschichte und Kirchenbau an die Technische Universität Darmstadt als Nachfolger von Jan Hubert Pinand. Als Lehrer konnte er komplexe historische Zusammenhänge vermitteln, indem er – bis hin zu aktuellen Tendenzen des Städtebaus – die unterschiedlichen Phasen der Stadtentwicklung stets im Kontext übergreifender gesellschaftlicher Wandlungsprozesse untersuchte. 1970 war er zusammen mit Max Guther und Thomas Sieverts Initiator der bis heute bestehenden „Fachgruppe Stadt“, die wichtige Impulse zur Neubestimmung der Denkmalpflege in Deutschland gab.
In Darmstadt betrieb er zudem 1961 bis 1980 mit Lothar Willius († 1995) ein Planungsbüro, das zahlreiche Hochbauten und Projekte zur Altstadtsanierung und Dorferneuerung sowie kirchliche Bauten realisierte.
1980 wurde er emeritiert und beendete auch seine Tätigkeit als Architekt.

## Bauten und Projekte
- 1959 St. Nicolai-Kirche auf Helgoland
- 1963–65 Erneuerung Nikolaikirche in Alzey[2]
- 1964–69 kath. Pfarrkirche in Seeheim-Jugenheim (mit Heinrich Bartmann)
- 1969 evangelische Stephanuskirche in Kelkheim-Hornau
- Ökumenisches Gemeindezentrum in Darmstadt-Kranichstein
- 1965 Wiederaufbau des sogenannten „Großen Glückert-Haus“[3] von Joseph Maria Olbrich auf der Darmstädter Mathildenhöhe (Darmstädter Künstlerkolonie)
- Wiederaufbau des Georg-Moller-Hauses (ehem. Freimaurerloge) von Georg Moller in Darmstadt.

## Mitgliedschaften und Auszeichnungen
- 1956 Mitgliedschaft im BDA
- 1983 Deutschen Preis für Denkmalschutz